# خوان خوسيه أرامبورو
خوان خوسيه أرامبورو أمورينا (بالإسبانية: Juan José Aramburu Amorena، ولد في 13 أكتوبر 1981، إيرون، غيبوثكوا، إسبانيا) رياضي إسباني. يتنافس في رياضة الرماية.
حصل على الميدالية الذهبية في بطولة العالم للرماية عام 2011.

## إنجازاته

### بطولة العالم للرماية
- 2011 بلغراد  صربيا:  ميدالية ذهبية في فئة سكيت (Skeet).

### بطولة أوروبا للرماية
- 2004 نيقوسيا  قبرص:  ميدالية برونزية في فئة سكيت (Skeet).
- 2007 غرناطة  إسبانيا:  ميدالية فضية في فئة سكيت (Skeet).

## روابط خارجية
- خوان خوسيه أرامبورو على موقع الاتحاد الدولي (الإنجليزية)
- خوان خوسيه أرامبورو على موقع اللجنة الأولمبية الدولية (الإنجليزية)
- خوان خوسيه أرامبورو على موقع أوليمبيديا (الإنجليزية)
- خوان خوسيه أرامبورو على موقع اللجنة الأولمبية الإسبانية (الإسبانية)